# Gare de Lus-la-Croix-Haute
Gare de Lus-la-Croix-Haute vasútállomás Franciaországban, Lus-la-Croix-Haute településen.

## Vasútvonalak
Az állomást az alábbi vasútvonalak érintik:
- Lyon-Perrache-Grenoble-Marseille-vasútvonal

## Kapcsolódó állomások
A vasútállomáshoz az alábbi állomások vannak a legközelebb:
- Gare de Clelles - Mens
- Gare d’Aspres-sur-Buëch